# Пер Мертесакер
Пер Мертесакер (на немски: Per Mertesacker, [ˈpeːɐ̯ ˈmɛʁtəs.ʔakɐ]) е бивш немски футболист, който играеше като централен защитник. Висок е 198 сантиметра и тежи 90 килограма. Мертесакер е юноша на Хановер 96, като през 2003 година прави дебюта си за мъжкия отбор. Той бързо се превръща в един от най-добрите млади защитници в Бундеслигата. Допуска само един жълт картон в последните си два сезона във Вердер. Описван е като млад, внушителен, доминиращ, стабилен и надежден.

## Клубна кариера

### Хановер 96
Мертесакер започва кариерата си в Хановер 96, тъй като е местен жител на Хановер. Там играе под ръководството на баща си, който е младши треньор в Хановер 96. Дебютира в мъжкия отбор през ноември 2003 срещу ФК Кьолн.
Макар че качествата му са безспорни, Мертесакер все още не се е утвърдил като голям талант, поради което е мислил да се насочи към друг спорт.
Началото на кариерата му не започва никак добре в дебюта си той си чупи носа и по-късно си вкарва автогол. Въпреки всичко, той се установява като един от най-обещаващите млади защитници в Бундеслигата.
Първите му 31 мача от Бундеслигата завършват без жълт картон. Всъщност, Мертесакер получава само два жълти картона в рамките на тригодишната си кариера в Хановер 96.
През май 2006, на последния си мач за Хановер 96, Пер вкарва гол на Байер Леверкузен. Мача завършва 2-2.
За 3-годишната си кариера в Хановер 96, Мертесакер вкарва 7 гола и изиграва 74 мача.

### Вердер Бремен
През август 2006 г. Мертесакер е продаден на Вердер Бремен за трансферна цена от 5 млн. евро след невероятно добро и впечатляващо представяне на Световното през 2006 г. в родината си, където Германия завършва на 3-то място. През ноември вкарва единствения гол в дебюта си срещу Челси във Шампионската лига, с което слага край на победната им серия през сезона.
В първия мач от Бундеслигата, Мертесакер вкарва гол на родния си клуб Хановер 96, поради което не празнува отбелязването му.
Сезон 2007/08 Мертесакер е доста разнообразен за Мертесакер той стартира в почти всички мачове на Вердер. Получава първия си червен картон след загуба с 6-3 от Щутгарт. Сезона е успешен за Вердер, тъй като те завършват на 2-ро място след шампиона Байерн Мюнхен, а с това си осигуряват място в Шампионската лига следващия сезон.
В края на сезона, Мертесакер удължава договора си с 2 години.
След завръщането си от Евро 2008, отново пропуска началото на сезона след като се разболява и получава контузия в коляното. Завръща се през септември. Той вкарва откриващия гол в полуфинала за Купата на Германия срещу вечния съперник от севера Хамбургер. Той прекратява тишината и спокойствието в мача, тъй като положенията са малко и първото полувреме завърша с нулев резултат. Все пак, Хамбургер изравнява и изпраща мача в продължения, но резултата (1-1)се запазва и мача влиза в дузпи. Вердер Бремен триумфира с 4-2.
Мертесакер играе във всички мачове на Вердер Бремен. Контузия го изкарва от полуфиналния мач реванш за Купата на УЕФА. Мача е отново срещу Хамбургер, но този път Хамбургер продължава напред след като се класира с гол на чужд терен (3-3).
По-късно става ясно, че разкъсаните му връзки в десния му глезен се нуждаят от операция. Той е аут до края на сезона, което разбира се включва и финала на Купата на УЕФА срещу Шахтьор Донецк, където Вердер губи с 2-1 и финала за Купата на Германия, който Вердер печели с 1-0 срещу Байер Леверкузен.
За целия сезон Мертесакер вкарва 4 гола във всички турнири.
Следващия сезон започва много добре, с победа 5-0 над Унион (Берлин) в мач за Купата на Германия.
Пер вкарва и срещу Хофенхайм през октомври, както и в последната минута срещу водача в ранглистата Байер Леверкузен през февруари. Играе общио 33 мача през сезона и се разписва 5 пъти.
През сезон 2010/11 играе 30 мача и вкарва два пъти. Той има средно по 46.3 паса на мач, третото най-добро от състава на Вердер, също така и 2-ри най-добър процент на успешни пасове (82). С това показва, че неговата работа е не само да използва ръста си (1.98) за печели въздушните двубои и да подава в предни позиции, но и че е прекрасен защитник, който действа отлично в цялата собствена половина на игрището.
За последните си две години, Пер Мертесакер получава само един жълт картон в 63 мача. Повечето хора биха си помислили, че централен защитник с неговите размери би направил много фаулове, но всъщност Мертесакер прави средно по един фаул на 4 мача.

### Арсенал
На 31 август 2011 Арсенал признава, че е подписал 4-годишен договор с Мертесакер; това става малко след загубата на Арсенал с 8-2 от Манчестър Юнайтед на Олд Трафорд. Дадена му е фланелката с номер 4, която е носена от капитана Сеск Фабрегас, който е продаден на ФК Барселона след 7-годишна кариера в Арсенал. С екипа на артилеристите Мертесакер дебютира срещу Суонзи (1-0). Дебютира за Арсенал в Шампионска лига като домакин на Борусия Дортмунд. Утвърждава се твърд титуляр след стаблините си представяния и контузията на Томас Вермаелен. Той казва, че му е било нужно бързо да се адаптира към играта и изискванията в Премиършип. Той е критикуван за темпото си на игра и признава, че темпото на Премиършип е нещо ново за него. Той също признава, че не могъл да възвърне формата си, поради факта, че няма зимна почивка в Премиършип, с която е свикнал в Бундеслигата. Но, очаквано Мертесакер отговаря подобаващо на критиките със супер представянето си през декември и показва прекрасната си форма с много добри представяния срещу Уигън Атлетик и Евертън. Така, той помага до голяма степен на Арсенал да завърши месеца с едва три допуснати гола в 6 мача.
На 11 януари 2012 се контузва срещу Съндърланд, игран при лоши условия на Стейдиъм ъф Лайт.
Съндърланд вкарва гол на Арсенал, а причината е именно отсъствието на Пер. Все пак, Арсенал обръща мача за 2-1.
На Мертесакер отново му е нужна операция на глезена, което означава, че той е аут до края на сезона.
Сезон 2012-2013
Поради контузията на Лоран Косиелни, Мертезакер играе заедно с Томас Вермален в центъра на защитата на артилеристите в началото на сезона. Те очертават добро партньорство, в резултат на което Арсенал допуска само 1 гол в първите 4 мача. Мертезакер играе великолепно в гостуването срещу Ливърпул на Анфийлд 2-0. Той е изкаран от игра за следващите два мача срещу Челси и Олимпиакос тъй като се е заразил с вирус, но се възстановява точно навреме за мача с Уест Хям, който артилеристите печелят с лекота. Резултатът е 3-1.
На 17 ноември Пер вкарва първия си гол за сезона, а той идва точно в Дербито на Северен Лондон. Артилеристите са безпощадни отново и печелят с 5-2 на Емирейтс. На 26 ноември Мертезакер за първи път през сезона слага капитанската лента в четвъртия кръг на ФА къп срещу третодивизионният Брайтън енд Хоув Албиън. На 6 април получава първия си червен картон с екипа на Арсенал, след като фаулира Шейн Лонг в наказателното поле. Лонг реализира във вратата на Арсенал, но все пак Уест Бромич Албиън губи с 2-1.
Сезон 2012-2013
Още в началото са контузени Микел Артета и Томас Вермален, което принуждава Мертезакер отново да поеме капитанската лента временно. Първият гол за сезона вкарва срещу Хъл Сити, след пряк свободен удар на чисто новото попълнение на Арсенал, закупеният от Реал Мадрид Месут Йозил, негов съотборник и сънародник.
Мертезакер играе и в мача Арсенал-Борусия Дортмунд в Шампионска лига, завършил 1-0, в който той играе значителна роля и е обявен за играч на мача. Оттогава, представянето на Мертезакер е повече от добро. Неговото представяне е ключов за Арсенал фактор, той стои и в добрите представяния на отбора. Резултатите не закъсняват в края на ноември, Арсенал вече оглавява Висшата Лига. Успехите не стигат дотук Пер е избран за отбора на годината във Висшата Лига, в който участва и неговият съотборник Арън Рамзи.
На 13 януари 2014 Мертезакер е титуляр срещу Астън Вила. Това е и неговият стотен мач за топчиите. На 4 март той подписва и нов договор с клуба.